# عبد الكريم الهواري
عبد الكريم الهواري (مواليد 19 ديسمبر 1993) هو مبارز بالسيف مغربي، مثّل بلاده في الألعاب الأولمبية الصيفية 2012.

## روابط خارجية
عبد الكريم الهواري على موقع الاتحاد الدولي للمبارزة (الإنجليزية)
- عبد الكريم الهواري على موقع أوليمبيديا (الإنجليزية)